# قسم آليان الريفي (مقاطعة فومن)
قسم آليان الريفي (بالفارسية: دهستان آلیان) هي منطقة سكنية تقع في Sardar-e Jangal District في إيران. يقدر عدد سكانها بـ 4,474 نسمة .